# Голчув Йеников
Голчув Йеников (на чешки: Golčův Jeníkov; на немски: Goltsch-Jenikau) е град в окръг Хавличкув Брод на Височинския край, Чехия. Разположен е на 25 km северозападно от административния център на окръга. През 2017 г. насеението му е 2639 жители. През града текат потоците Ваханка и Вировка, леви притоци на река Хостачовка.

## История
Първото писмено споменаване е на хроникьора Ярлох от средата на 12 век. В периода 1461 – 1580 г. Йеников е владение на рода Славатови от Хлум и Кошумберк. През 1636 г. императора дава селището като дар на генерал Мартин Максимилиан Голц. През 1673 г. Йеников вече е собственост на Барбора Еузебия, графиня на Ждяр, повторно омъжена за граф Карл Леополд Карето Милезимо.

## Демография
| Година    | 1970 | 1980 | 1991 | 2001 | 2003 | 2014 | 2017 |
| --------- | ---- | ---- | ---- | ---- | ---- | ---- | ---- |
| Население | 2874 | 2758 | 2746 | 2604 | 2644 | 2656 | 2639 |

## Части на общината
- Голчув Йеников (включително жилищния район Олшинки I)
- Кобили Хлава (Kobylí Hlava)
- Насавръки (Nasavrky, включително жилищния район Олшинки II)
- Ржимовице (Římovice)
- Сираковице (Sirákovice)
- Ступаровице (Stupárovice)
- Врътешице (Vrtěšice)[4]

## Забележителности
- Църква „Свети Франциск Серафински“, имперска сграда от периода 1827 – 1829 г.
- Църква „Св. Маргарита“, построена през 1821 г. на мястото на по-стара църква. Вътре има надгробни паметници, най-старият от които е от 16 век.
- Голчова твърдина, укрепление от 17 век, служи като сграда на местната галерия
- Лоретански параклис – построен през 1650 – 1653 г. Основан е от Мартин Максимилиан, в знак на благодарност за края на Тридесетгодишната война.
- Камбанария
- Кметство
- Къща Викторин
- Сградата на старата поща
- Синагогата, сграда в романски стил от 1871 – 1873 г.
- Еврейско гробище с около 1600 надгробни плочи.

## Личности
- Ота Хора (1909 – 1997), политик
- Ярмила Кратохвилова (* 1951), лекоатлетка
- Карел Павлик (1862 – 1890), художник
- Иржи Седлачек (* 1935), чешки инженер с подобрения по парните локомотиви